# Carlos Sadness
Carlos Alberto Sánchez Uriol (Barcelona, 31 de març de 1987) més conegut com a Carlos Sadness, és un cantant, compositor, il·lustrador i publicista espanyol. Es caracteritza per la barreja de música i d'estil indie, folk i rap.

## Biografia
Va néixer a Barcelona, a l'Hospital El Pilar. Actualment viu a Barcelona. Des de ben petit li agradaven els temes relacionats amb les arts: dibuixar, cantar i la literatura... Sadness creia que es dedicaria al món de la pintura, tot i que més tard (a l'adolescència) va decantar-se per la música.
Abans de dedicar-se a la música com a professió principal, era il·lustrador i publicista. Va treballar per grans empreses com Carolina Herrera, Eristoff Black o White Label.
Es va endinsar al món de la música amb una banda de rock de la qual es desconeix el nom. Més tard va intentar-ho amb un grup de rap anomenat Shinoflow (2001-2010), però va veure que no era el seu estil i, per tant, va decidir abandonar-lo.
Sadness va començar a penjar algunes cançons a MySpace i alhora estudiava direcció d'art. Després d'alguns anys va cridar l'atenció de molts mitjans i discogràfiques. El País va publicar un article parlant d'ell com a “Un dels rostres pel 2009”.
Aquest mateix any va col·laborar amb Fernando Vacas, fent noves cançons, buscant una innovadora melodia que li obrís una etapa.

## Carrera musical

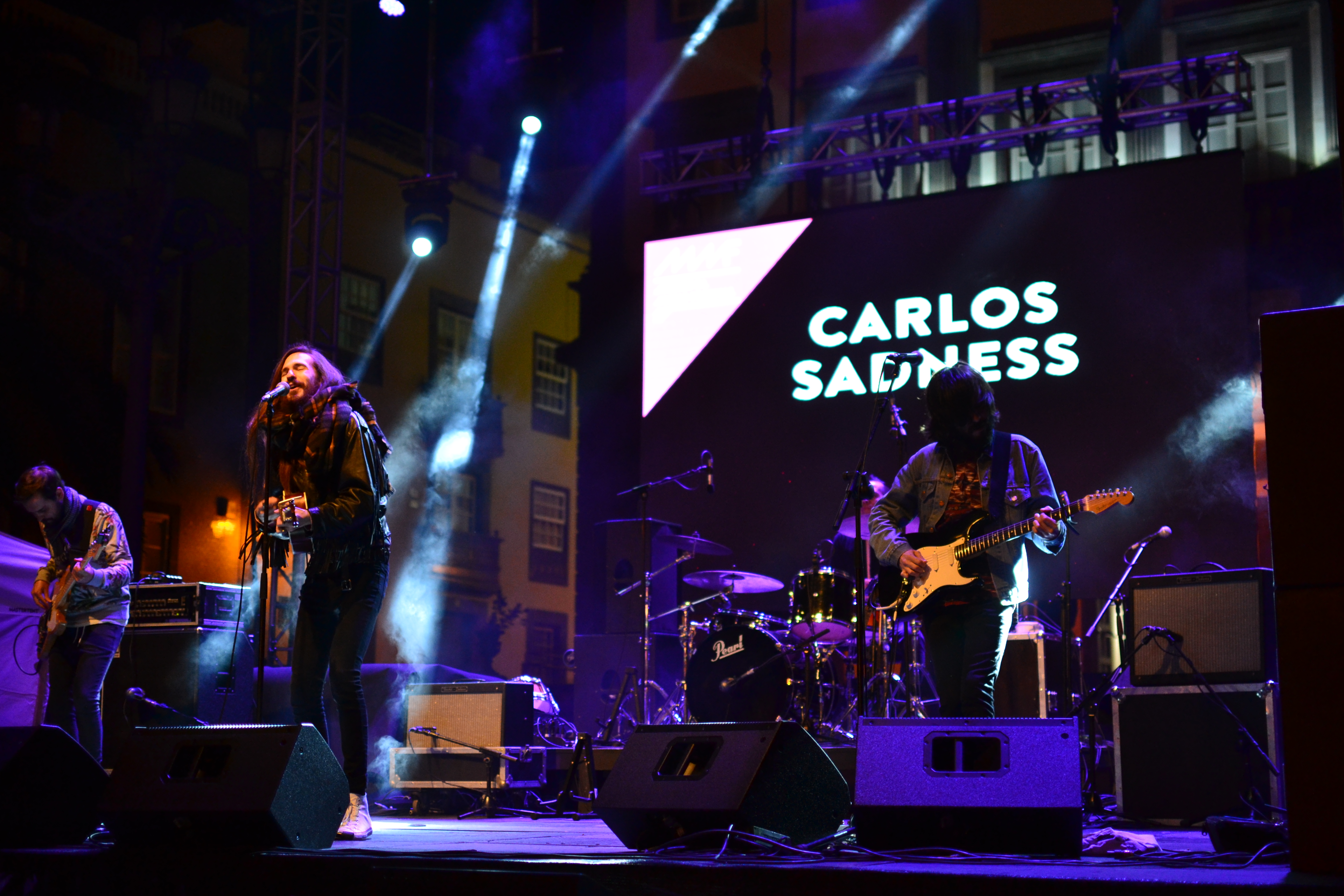
Carlos Sadness en concert

El 2010, mentre era a Los Angeles, es va plantejar canviar-se el nom i dir-se Carlos Sadness. Més tard, les seves cançons van arribar a Sony Music Entertainment i a finals d'any Sony el va fitxar.
Als inicis va experimentar molt amb l'ukulele i la guitarra, però donava major importància a la veu i a la lírica. Des de llavors es dedica principalment al gènere indie, barrejat amb el folk i el pop.
Més tard, el gener del 2011 surt el seu primer extended play “Atraes a los Relámpagos”.
A finals del mateix any participa al programa El Intermedio de La Sexta, amb un esquetx d'humor sobre la política espanyola.
El seu primer àlbum, “Ciencias Celestes”, un disc que segons Sadness és molt “íntim i poètic”, es publica el 2012, i inclou el tema “Hoy es el dia”, que més tard es va utilitzar per a un anunci de Walmart als Estats Units.
San Miguel fitxa a Sadness per ser protagonista d'un dels seus espots: “Ciudadanos de un lugar llamado Mundo”. Aquesta cançó va ser número 1 a iTunes durant setmanes.
El 2015, després de participar en festivals importants i d'una gira amb 30 concerts amb les localitats exhaurides, el cantant publica “La Idea Salvaje”, el seu segon disc, realitzat en col·laboració amb Santi Balmes i produït a Escòcia. Aquest mateix any és nominat als premis ARC com a “Millor gira de festivals” i als premis VEVO a la categoria de videoclips espanyols gràcies a “Bikini”, cançó del mateix disc.
A Llatinoamèrica participa en festivals com Palnorte o Vive Latino. També col·labora amb Caloncho, amb una cançó que els situa al Top Viral Mundial de Spotify. Aquest mateix any, amplia la seva gira en més de seixanta concerts.
El 2018 publica “Diferentes Tipos de Luz”, i es col·loca en el número 2 de vendes d'Espanya i el número 3 en àlbums en castellà a Mèxic. Mesos abans d'una sèrie de concerts a Mèxic, esgota els tiquets de La Riviera, Razzmatazz i Metropolitan a la Ciutat de Mèxic. A finals d'any guanya un Grammy Llatí gràcies al disseny del mateix disc.

### Moments de fama
El primer àlbum es posiciona al 12è lloc a la llista de “promusicae”, i número 1 durant setmanes al “Top Viral” de l'app Spotify.
Es va situar entre els 3 artistes d'estil Indie amb més reproduccions en línia, més presència a festivals i més seguidors a les xarxes.
A finals del 2016 visita Llatinoamèrica i es converteix en el primer artista d'Espanya que esgota les entrades en un dia, fet que va passar tres vegades seguides. Durant el 2017 va ser l'artista més buscat a Spotify a Espanya.

## Estil
Carlos Sadness defineix el seu estil com a poesia melòdica, que explica el viscut i somiat amb un caràcter molt fantasiós i imaginatiu, ple de metàfores. Però cançons com “La Isla Morenita” té ritmes i melodies tropicals. Viu a Barcelona, on s'inspira, però considera Osca com un lloc on li ve la imaginació i els records. El seu gust musical es basa en l'Indie, el folk i rock alternatiu.

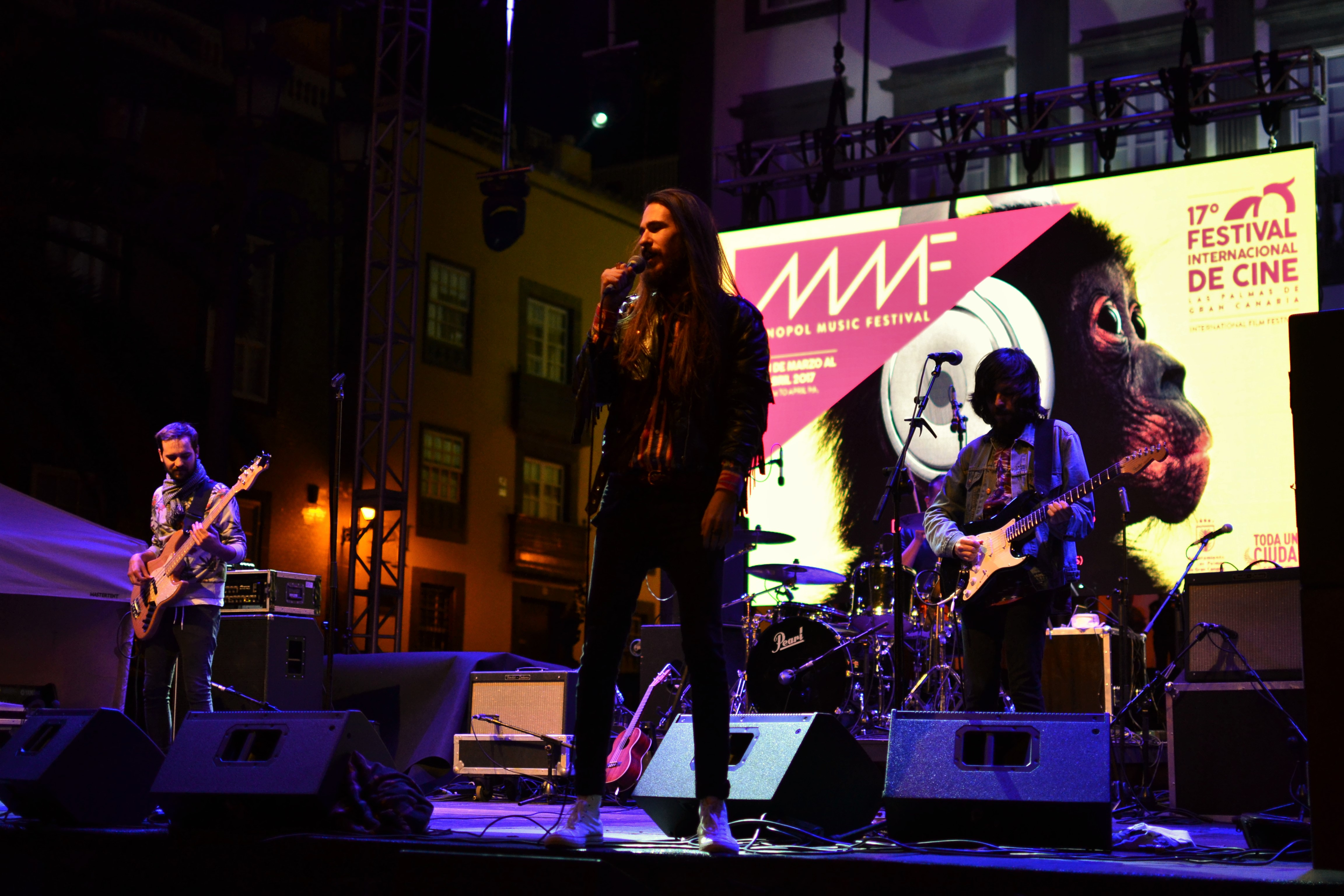

## Altres activitats
“Anatomías Íntimas” és un llibre que va publicar el 2016. Està format per textos, idees, metàfores, cançons i dibuixos, tot creat per ell. Es reflecteixen els seus pensaments existencials i vivències.
També, al 2016 realitza un pròleg pel llibre “Los Novios de Gael” sobre diferents formes d'entendre i veure l'amor.

## Discografia
| Cançó                                  | Àlbum                   | Any  |
| -------------------------------------- | ----------------------- | ---- |
| Hoy es el día                          | Ciencias Celestes       | 2012 |
| El día que hubo más viento que nunca   | Ciencias Celestes       | 2012 |
| Celeste                                | Ciencias Celestes       | 2012 |
| Canción fronteriza                     | Ciencias Celestes       | 2012 |
| Fue tan importante                     | Ciencias Celestes       | 2012 |
| Au Revoir                              | Ciencias Celestes       | 2012 |
| Amores flacos                          | Ciencias Celestes       | 2012 |
| El cazador y la serpiente              | Ciencias Celestes       | 2012 |
| Minuto en la lluvia                    | Ciencias Celestes       | 2012 |
| Se fue                                 | Ciencias Celestes       | 2012 |
| Mátame ya                              | Ciencias Celestes       | 2012 |
| Siempre esperándote                    | Ciencias Celestes       | 2012 |
| Atraes a los relámpagos                | Ciencias Celestes       | 2012 |
| Qué electricidad                       | La Idea Salvaje         | 2015 |
| Perseide                               | La Idea Salvaje         | 2015 |
| No vuelvas a Japón                     | La Idea Salvaje         | 2015 |
| Bikini                                 | La Idea Salvaje         | 2015 |
| Días impares                           | La Idea Salvaje         | 2015 |
| Miss Honolulu                          | La Idea Salvaje         | 2015 |
| Sputnik (El día que dejaste la Tierra) | La Idea Salvaje         | 2015 |
| En mis retinas                         | La Idea Salvaje         | 2015 |
| Astronomía en el Tibidabo              | La Idea Salvaje         | 2015 |
| El día que volviste a la Tierra        | La Idea Salvaje         | 2015 |
| Física moderna                         | Diferentes Tipos de Luz | 2018 |
| Hale Bopp                              | Diferentes Tipos de Luz | 2018 |
| Sebastian Bach                         | Diferentes Tipos de Luz | 2018 |
| Semitransparente                       | Diferentes Tipos de Luz | 2018 |
| Te quiero un poco                      | Diferentes Tipos de Luz | 2018 |
| Longitud de onda                       | Diferentes Tipos de Luz | 2018 |
| Chihuahua                              | Diferentes Tipos de Luz | 2018 |
| Volcanes dormidos                      | Diferentes Tipos de Luz | 2018 |
| Amor Papaya                            | Diferentes Tipos de Luz | 2018 |
| Kandinski                              | Diferentes Tipos de Luz | 2018 |
| Diferentes tipos de luz                | Diferentes Tipos de Luz | 2018 |
| Silencio antiguo                       | Diferentes Tipos de Luz | 2018 |
| El relámpago                           | Diferentes Tipos de Luz | 2018 |
| Pompeia                                | Diferentes Tipos de Luz | 2018 |

### Col·laboracions destacades
| Grup/Cantant      | Cançó                      | Àlbum                                              | Any  |
| ----------------- | -------------------------- | -------------------------------------------------- | ---- |
| Bebe              | "Se fue"                   | Atraes a los Relámpagos (Shinoflow)                | 2010 |
| Bebe              | "Estaciones"               | El Alpinista de los Sueños (Tribut a Antonio Vega) | 2010 |
| Luis Eduardo Aure | "Quiéreme"                 | Intemperie                                         | 2011 |
| Russian Red       | "Brave Soldier (remix)"    | remix de YouTube                                   | 2011 |
| Iván Ferreiro     | "Siempre esperándote"      | Ciencias Celestes                                  | 2012 |
| Jamie Cullum      | "Everything you didn't do" | Spot San Miguel/Momentum                           | 2012 |
| Zahara            | "Au revoir"                | Ciencias Celestes                                  | 2012 |
| Rubén Pozo        | "Mátame ya"                | (Single)                                           | 2013 |
| Love of Lesbian   | "No vuelvas a Japón"       | La Idea Salvaje                                    | 2015 |
| Porta             | "Tela de araña"            | Equilibrio                                         | 2016 |
| Miranda!          | "Cálido y rojo"            | Fuerte                                             | 2017 |
| Caloncho          | "Amor Papaya"              | Diferentes Tipos de Luz                            | 2017 |
| Alfred García     | "No cuentes conmigo"       | 1016                                               | 2018 |
| Suu               | "Barcelona Tropical"       | Single                                             | 2021 |

### Videoclips i singles
| Cançó                  | Àlbum                          | Any  |
| ---------------------- | ------------------------------ | ---- |
| "Hoy es el día"        | Ciencias Celestes              | 2012 |
| "Celeste"              | Ciencias Celestes              | 2012 |
| "Siempre esperándote"  | Ciencias Celestes              | 2013 |
| Monteperdido           | (Single)                       | 2014 |
| "Au revoir"            | Ciencias Celestes              | 2014 |
| "Qué electricidad"     | La Idea Salvaje                | 2015 |
| "Miss Honolulu"        | La Idea Salvaje                | 2015 |
| "Bikini"               | La Idea Salvaje                | 2015 |
| "Groenlandia"          | (Single) Groenlandia & Houdini | 2016 |
| "Perseide"             | La Idea Salvaje                | 2016 |
| "Días impares"         | La Idea Salvaje                | 2017 |
| "Amor Papaya"          | (Single)                       | 2017 |
| "Volcanes dormidos"    | Diferentes Tipos de Luz        | 2017 |
| "Longitud de onda"     | Diferentes Tipos de Luz        | 2018 |
| "Física Moderna"       | Diferentes Tipos de Luz        | 2018 |
| "Isla Morenita"        | (Single)                       | 2019 |
| "Besar a la serpiente" | Besar a la serpiente           | 2019 |
| "Ahorita"              | (Single)                       | 2019 |